# Kalk
Kalk je jazykovědný termín označující slovo, sousloví nebo frázi, které vznikly doslovným překladem nebo jiným napodobením vzoru z cizího jazyka. Tvorba kalků, kalkování, je jedním z druhů obohacování slovní zásoby. Slovo kalk je přejaté z franc. calque pův. význam „otisk“, „reprodukce“ (uměleckého díla), z ital. calcare – „obtáhnout“, „protlačit“. 
Kalk označuje výraz vzniklý buď jako doslovný překlad cizího výrazu (kalky lexikální), nebo výraz podle cizí předlohy konstituovaný (kalky sémantické a frazeologické). Kalky gramatické se vyznačují tím, že každý morfém zdrojového jazyka je přeložen morfémem cílového jazyka, např. česky mrakodrap a německy Wolkenkratzer, z anglického sky-scraper (sky nebe, scraper škrabač od scrape škrábat). Příkladem kalku je také např. české slovo předmět, které je doslovným překladem latinského obiectum – „co se staví před“ (smysly), „co je předhozeno“ (smyslům).
Hybridní kalk je kalk, v němž jsou přeloženy jen některé morfémy, a alespoň jeden morfém pochází z cílového jazyka, příkladem je pravděpodobně slovo Vánoce (z něm. Weihnachten).
Podstatou sémantického kalku je přenesení významu českého slova podle cizího vzoru, např. myš, ve významu ovladač počítače, z angličtiny.
Příkladem frazeologických kalků je např. spojení udělat (něčemu) konec – z něm. Ende machen; o to jde – z něm. es geht um, běžný účet – z italského conto corrente, nebo mějte hezký den z anglického have a nice day.